# Liste der Nummer-eins-Hits in Polen (2013)
Dies ist eine Liste der Nummer-eins-Hits in Polen im Jahr 2013. Sie basiert auf den offiziellen Airplay Top 100 und den Album Top 50, die im Auftrag des polnischen Związek Producentów Audio-Video erstellt wurden.

## Singles
| ← 2012 ← | Liste der Nummer-eins-Hits in Polen | Liste der Nummer-eins-Hits in Polen         | Liste der Nummer-eins-Hits in Polen | 2014 →                    |
| \| Zeitraum \| Wo. ges. \| Interpret \| Titel Autor(en) \| Zusätzliche Informationen \| \| (Zeitraum, Wochen auf Platz eins, Interpret, Titel, Autor[en], zusätzliche Informationen) \| \| \| \| \| \| ----------------------------------------------------------------------------------------- \| -------- \| ------------------------------------------- \| --------------------------------------------------------------------------------------------------------------------------------------------------------------- \| ------------------------- \| \| 7. Dezember 2012 – 18. Januar 2013 6 Wochen (insgesamt 5) \| 5 \| Lana Del Rey \| Summertime Sadness Richard Wright Nowels Jr., Elizabeth Woolridge Grant \| – \| \| 19. Januar 2013 – 25. Januar 2013 1 Woche \| 1 \| Bruno Mars \| Locked Out of Heaven Peter Gene Hernandez, Philip Martin Lawrence II, Ari Levine \| – \| \| 26. Januar 2013 – 1. März 2013 5 Wochen \| 5 \| Ewelina Lisowska \| W stronę słońca Mathias Peter Venge, Gabriella Jelena Jangfeldt, Simon Triebel, Sharon Vaughn, Tomasz Zbigniew Napierała \| – \| \| 2. März 2013 – 22. März 2013 3 Wochen \| 3 \| Labrinth feat. Emeli Sandé \| Beneath Your Beautiful Michael Robert Henrion Posner, Timothy Lee McKenzie, Adele Emeli Sandé \| – \| \| 23. März 2013 – 29. März 2013 1 Woche (insgesamt 2) \| 2 \| Avicii vs. Nicky Romero feat. Noonie Bao \| I Could Be the One Tim Bergling, Jonnali Mikaela Parmenius, Arash Andreas Pournouri, Nick Rotteveel, Mans Erik Mikael Vredenberg, Linus Thure Wiklund \| – \| \| 30. März 2013 – 5. April 2013 1 Woche \| 1 \| The Lumineers \| Ho Hey Jeremy Caleb Fraites, Wesley Keith Schultz \| – \| \| 6. April 2013 – 12. April 2013 1 Woche (insgesamt 2) \| 2 \| Avicii vs. Nicky Romero feat. Noonie Bao \| I Could Be the One Tim Bergling, Jonnali Mikaela Parmenius, Arash Andreas Pournouri, Nick Rotteveel van Gotum, Mans Erik Mikael Vredenberg, Linus Thure Wiklund \| – \| \| 13. April 2013 – 19. April 2013 1 Woche \| 1 \| Enej \| Lili Mirosław Ortyński, Piotr Sołoducha \| – \| \| 20. April 2013 – 26. April 2013 1 Woche \| 1 \| Pink feat. Nate Ruess \| Just Give Me a Reason Jeffrey Bhasker, Alecia Beth Moore, Nathaniel Joseph Ruess \| – \| \| 27. April 2013 – 24. Mai 2013 4 Wochen \| 4 \| One Direction \| One Way or Another (Teenage Kicks) Nigel Douglas Harrison, Deborah Ann Harry, John Joseph O’Neill \| – \| \| 25. Mai 2013 – 31. Mai 2013 1 Woche \| 1 \| Justin Timberlake \| Mirrors Justin Randall Timberlake, James Edward Fauntleroy II, Leslie Jerome Harmon, Timothy Zachery Mosley, Christopher L. Godbey, Garland Waverly Mosley Jr. \| – \| \| 1. Juni 2013 – 21. Juni 2013 3 Wochen \| 3 \| Macklemore & Ryan Lewis feat. Ray Dalton \| Can’t Hold Us Benjamin Hammond Haggerty, Ryan Scott Lewis, Raymond Adrien Dalton \| – \| \| 22. Juni 2013 – 26. Juli 2013 5 Wochen \| 5 \| Robin Thicke feat. T.I. & Pharrell Williams \| Blurred Lines Pharrell Lanscilo Williams, Robin Charles Thicke, Clifford Joseph Harris Jr. \| – \| \| 27. Juli 2013 – 16. August 2013 3 Wochen \| 3 \| Sylwia Grzeszczak \| Pożyczony Marcin Piotrowski, Sylwia Grzeszczak \| – \| \| 17. August 2013 – 27. September 2013 6 Wochen (insgesamt 7) \| 7 \| Avicii \| Wake Me Up Egbert Nathaniel Dawkins III, Tim Bergling, Michael Aaron Einziger \| – \| \| 28. September 2013 – 11. Oktober 2013 2 Wochen (insgesamt 3) \| 3 \| OneRepublic \| Counting Stars Ryan Benjamin Tedder \| – \| \| 12. Oktober 2013 – 18. Oktober 2013 1 Woche (insgesamt 7) \| 7 \| Avicii \| Wake Me Up Egbert Nathaniel Dawkins III, Tim Bergling, Michael Aaron Einziger \| – \| \| 19. Oktober 2013 – 25. Oktober 2013 1 Woche (insgesamt 3) \| 3 \| OneRepublic \| Counting Stars Ryan Benjamin Tedder \| – \| \| 26. Oktober 2013 – 1. November 2013 1 Woche \| 1 \| Bednarek \| Cisza Kamil Bednarek, Piotr Bielawski, Piotr Stanclik, Radosław Szyszkowski \| – \| \| 2. November 2013 – 8. November 2013 1 Woche (insgesamt 4) \| 4 \| Sylwia Grzeszczak \| Księżniczka Marcin Piotrowski, Sylwia Grzeszczak \| – \| \| 9. November 2013 – 15. November 2013 1 Woche \| 1 \| Wally Lopez feat. Jamie Scott \| You Can’t Stop the Beat Ian Alec Harvey Dench, Ángel David López Álvarez, Tendai Donovan Tyson \| – \| \| 16. November 2013 – 6. Dezember 2013 3 Wochen (insgesamt 4) \| 4 \| Sylwia Grzeszczak \| Księżniczka Marcin Piotrowski, Sylwia Grzeszczak \| – \| \| 7. Dezember 2013 – 17. Januar 2014 6 Wochen \| 6 \| Eminem feat. Rihanna \| The Monster Marshall Bruce Mathers III, Bryan G. Fryzel, Aaron L. Kleinstub, Jonathan David Bellion, Bleta Rexha, Robin Rihanna Fenty, Maki Athanasiou \| – \| |                                     |                                             | |                           |
| ← 2012 |                                     |                                             | | → 2014 →                  |
| Zeitraum | Wo. ges.                            | Interpret                                   | Titel Autor(en) | Zusätzliche Informationen |
| (Zeitraum, Wochen auf Platz eins, Interpret, Titel, Autor[en], zusätzliche Informationen) |                                     |                                             | |                           |
| 7. Dezember 2012 – 18. Januar 2013 6 Wochen (insgesamt 5) | 5                                   | Lana Del Rey                                | Summertime Sadness Richard Wright Nowels Jr., Elizabeth Woolridge Grant                                                                                         | –                         |
| 19. Januar 2013 – 25. Januar 2013 1 Woche | 1                                   | Bruno Mars                                  | Locked Out of Heaven Peter Gene Hernandez, Philip Martin Lawrence II, Ari Levine                                                                                | –                         |
| 26. Januar 2013 – 1. März 2013 5 Wochen | 5                                   | Ewelina Lisowska                            | W stronę słońca Mathias Peter Venge, Gabriella Jelena Jangfeldt, Simon Triebel, Sharon Vaughn, Tomasz Zbigniew Napierała                                        | –                         |
| 2. März 2013 – 22. März 2013 3 Wochen | 3                                   | Labrinth feat. Emeli Sandé                  | Beneath Your Beautiful Michael Robert Henrion Posner, Timothy Lee McKenzie, Adele Emeli Sandé                                                                   | –                         |
| 23. März 2013 – 29. März 2013 1 Woche (insgesamt 2) | 2                                   | Avicii vs. Nicky Romero feat. Noonie Bao    | I Could Be the One Tim Bergling, Jonnali Mikaela Parmenius, Arash Andreas Pournouri, Nick Rotteveel, Mans Erik Mikael Vredenberg, Linus Thure Wiklund           | –                         |
| 30. März 2013 – 5. April 2013 1 Woche | 1                                   | The Lumineers                               | Ho Hey Jeremy Caleb Fraites, Wesley Keith Schultz | –                         |
| 6. April 2013 – 12. April 2013 1 Woche (insgesamt 2) | 2                                   | Avicii vs. Nicky Romero feat. Noonie Bao    | I Could Be the One Tim Bergling, Jonnali Mikaela Parmenius, Arash Andreas Pournouri, Nick Rotteveel van Gotum, Mans Erik Mikael Vredenberg, Linus Thure Wiklund | –                         |
| 13. April 2013 – 19. April 2013 1 Woche | 1                                   | Enej                                        | Lili Mirosław Ortyński, Piotr Sołoducha | –                         |
| 20. April 2013 – 26. April 2013 1 Woche | 1                                   | Pink feat. Nate Ruess                       | Just Give Me a Reason Jeffrey Bhasker, Alecia Beth Moore, Nathaniel Joseph Ruess                                                                                | –                         |
| 27. April 2013 – 24. Mai 2013 4 Wochen | 4                                   | One Direction                               | One Way or Another (Teenage Kicks) Nigel Douglas Harrison, Deborah Ann Harry, John Joseph O’Neill                                                               | –                         |
| 25. Mai 2013 – 31. Mai 2013 1 Woche | 1                                   | Justin Timberlake                           | Mirrors Justin Randall Timberlake, James Edward Fauntleroy II, Leslie Jerome Harmon, Timothy Zachery Mosley, Christopher L. Godbey, Garland Waverly Mosley Jr.  | –                         |
| 1. Juni 2013 – 21. Juni 2013 3 Wochen | 3                                   | Macklemore & Ryan Lewis feat. Ray Dalton    | Can’t Hold Us Benjamin Hammond Haggerty, Ryan Scott Lewis, Raymond Adrien Dalton                                                                                | –                         |
| 22. Juni 2013 – 26. Juli 2013 5 Wochen | 5                                   | Robin Thicke feat. T.I. & Pharrell Williams | Blurred Lines Pharrell Lanscilo Williams, Robin Charles Thicke, Clifford Joseph Harris Jr.                                                                      | –                         |
| 27. Juli 2013 – 16. August 2013 3 Wochen | 3                                   | Sylwia Grzeszczak                           | Pożyczony Marcin Piotrowski, Sylwia Grzeszczak | –                         |
| 17. August 2013 – 27. September 2013 6 Wochen (insgesamt 7) | 7                                   | Avicii                                      | Wake Me Up Egbert Nathaniel Dawkins III, Tim Bergling, Michael Aaron Einziger                                                                                   | –                         |
| 28. September 2013 – 11. Oktober 2013 2 Wochen (insgesamt 3) | 3                                   | OneRepublic                                 | Counting Stars Ryan Benjamin Tedder | –                         |
| 12. Oktober 2013 – 18. Oktober 2013 1 Woche (insgesamt 7) | 7                                   | Avicii                                      | Wake Me Up Egbert Nathaniel Dawkins III, Tim Bergling, Michael Aaron Einziger                                                                                   | –                         |
| 19. Oktober 2013 – 25. Oktober 2013 1 Woche (insgesamt 3) | 3                                   | OneRepublic                                 | Counting Stars Ryan Benjamin Tedder | –                         |
| 26. Oktober 2013 – 1. November 2013 1 Woche | 1                                   | Bednarek                                    | Cisza Kamil Bednarek, Piotr Bielawski, Piotr Stanclik, Radosław Szyszkowski                                                                                     | –                         |
| 2. November 2013 – 8. November 2013 1 Woche (insgesamt 4) | 4                                   | Sylwia Grzeszczak                           | Księżniczka Marcin Piotrowski, Sylwia Grzeszczak | –                         |
| 9. November 2013 – 15. November 2013 1 Woche | 1                                   | Wally Lopez feat. Jamie Scott               | You Can’t Stop the Beat Ian Alec Harvey Dench, Ángel David López Álvarez, Tendai Donovan Tyson                                                                  | –                         |
| 16. November 2013 – 6. Dezember 2013 3 Wochen (insgesamt 4) | 4                                   | Sylwia Grzeszczak                           | Księżniczka Marcin Piotrowski, Sylwia Grzeszczak | –                         |
| 7. Dezember 2013 – 17. Januar 2014 6 Wochen | 6                                   | Eminem feat. Rihanna                        | The Monster Marshall Bruce Mathers III, Bryan G. Fryzel, Aaron L. Kleinstub, Jonathan David Bellion, Bleta Rexha, Robin Rihanna Fenty, Maki Athanasiou          | –                         |

## Alben
| ← 2012 ← | Liste der Nummer-eins-Hits in Polen | Liste der Nummer-eins-Hits in Polen   | Liste der Nummer-eins-Hits in Polen                                  | 2014 →                    |
| \| Zeitraum \| Wo. ges. \| Interpret \| Titel \| Zusätzliche Informationen \| \| (Zeitraum, Wochen auf Platz eins, Interpret, Titel, zusätzliche Informationen) \| \| \| \| \| \| ------------------------------------------------------------------------------ \| -------- \| ------------------------------------- \| -------------------------------------------------------------------- \| ------------------------- \| \| 24. Dezember 2012 – 6. Januar 2013 2 Wochen \| 2 \| Andrzej Piaseczny & Seweryn Krajewski \| Zimowe piosenki \| – \| \| 7. Januar 2013 – 13. Januar 2013 1 Woche (insgesamt 7) \| 7 \| Zakopower \| Boso \| – \| \| 14. Januar 2013 – 27. Januar 2013 2 Wochen (insgesamt 4) \| 4 \| Donatan \| Równonoc. Słowiańska dusza \| – \| \| 28. Januar 2013 – 3. Februar 2013 1 Woche (insgesamt 2) \| 2 \| Andrzej Piaseczny \| To co dobrze \| – \| \| 4. Februar 2013 – 17. Februar 2013 2 Wochen \| 2 \| Lady Pank \| Symfonicznie \| – \| \| 18. Februar 2013 – 3. März 2013 2 Wochen \| 2 \| (Verschiedene Interpreten) \| Marek Sierocki przedstawia: I Love Ballads (2012) \| – \| \| 4. März 2013 – 10. März 2013 1 Woche \| 1 \| Strachy na Lachy \| !TO! \| – \| \| 11. März 2013 – 24. März 2013 2 Wochen \| 2 \| O.S.T.R. & Hades \| Haos \| – \| \| 25. März 2013 – 1. April 2013 1 Woche \| 1 \| David Bowie \| The Next Day \| – \| \| 2. April 2013 – 14. April 2013 2 Wochen \| 2 \| Depeche Mode \| Delta Machine \| – \| \| 15. April 2013 – 28. April 2013 2 Wochen \| 2 \| Il Divo \| The Greatest Hits \| – \| \| 29. April 2013 – 26. Mai 2013 4 Wochen \| 4 \| Anna German \| Bal u Posejdona – Złota kolekcja \| – \| \| 27. Mai 2013 – 2. Juni 2013 1 Woche \| 1 \| Kult \| Prosto \| – \| \| 3. Juni 2013 – 9. Juni 2013 1 Woche \| 1 \| Anna German \| 40 piosenek \| – \| \| 10. Juni 2013 – 16. Juni 2013 1 Woche (insgesamt 3) \| 3 \| Dawid Podsiadło \| Comfort and Happiness \| – \| \| 17. Juni 2013 – 30. Juni 2013 2 Wochen \| 2 \| (Verschiedene Interpreten) \| Marek Sierocki przedstawia: I Love Italia \| – \| \| 1. Juli 2013 – 14. Juli 2013 2 Wochen \| 2 \| (Verschiedene Interpreten) \| Marek Sierocki przedstawia: I Love France \| – \| \| 15. Juli 2013 – 28. Juli 2013 2 Wochen \| 2 \| (Verschiedene Interpreten) \| RMF Styl. Volume 2 \| – \| \| 29. Juli 2013 – 11. August 2013 2 Wochen (insgesamt 3) \| 3 \| Leonard Cohen \| Old Ideas \| – \| \| 12. August 2013 – 25. August 2013 2 Wochen \| 2 \| (Verschiedene Interpreten) \| Marek Sierocki przedstawia: I Love Latino \| – \| \| 26. August 2013 – 8. September 2013 2 Wochen \| 2 \| (Verschiedene Interpreten) \| Siesta 8 - Muzyka Świata & Stare Radio - prezentuje Marcin Kydryński \| – \| \| 9. September 2013 – 22. September 2013 2 Wochen (insgesamt 4) \| 4 \| Ania Dąbrowska \| W spodniach czy w sukience? \| – \| \| 23. September 2013 – 6. Oktober 2013 2 Wochen \| 2 \| Możdżer, Danielsson & Fresco \| The Time \| – \| \| 7. Oktober 2013 – 13. Oktober 2013 1 Woche \| 1 \| Sting \| The Last Ship \| – \| \| 14. Oktober 2013 – 20. Oktober 2013 1 Woche \| 1 \| Edyta Bartosiewicz \| Renovatio \| – \| \| 21. Oktober 2013 – 3. November 2013 2 Wochen \| 2 \| (Verschiedene Interpreten) \| Marek Sierocki przedstawia: I Love 80’s (2013) \| – \| \| 4. November 2013 – 17. November 2013 2 Wochen \| 2 \| Perfect \| Perfect \| – \| \| 18. November 2013 – 24. November 2013 1 Woche \| 1 \| (Soundtrack) \| Violetta: Hoy somos más \| – \| \| 25. November 2013 – 1. Dezember 2013 1 Woche \| 1 \| Hunter \| Imperium \| – \| \| 2. Dezember 2013 – 8. Dezember 2013 1 Woche \| 1 \| Dawid Kwiatkowski \| 9893 \| – \| \| 9. Dezember 2013 – 22. Dezember 2013 2 Wochen \| 2 \| Bednarek \| Jestem … \| – \| \| 23. Dezember 2013 – 1. Januar 2014 1 Woche \| 1 \| Sokół & Marysia Starosta \| Czarna biała magia \| – \| |                                     |                                       |                                                                      |                           |
| ← 2012 |                                     |                                       |                                                                      | → 2014 →                  |
| Zeitraum | Wo. ges.                            | Interpret                             | Titel                                                                | Zusätzliche Informationen |
| (Zeitraum, Wochen auf Platz eins, Interpret, Titel, zusätzliche Informationen) |                                     |                                       |                                                                      |                           |
| 24. Dezember 2012 – 6. Januar 2013 2 Wochen | 2                                   | Andrzej Piaseczny & Seweryn Krajewski | Zimowe piosenki                                                      | –                         |
| 7. Januar 2013 – 13. Januar 2013 1 Woche (insgesamt 7) | 7                                   | Zakopower                             | Boso                                                                 | –                         |
| 14. Januar 2013 – 27. Januar 2013 2 Wochen (insgesamt 4) | 4                                   | Donatan                               | Równonoc. Słowiańska dusza                                           | –                         |
| 28. Januar 2013 – 3. Februar 2013 1 Woche (insgesamt 2) | 2                                   | Andrzej Piaseczny                     | To co dobrze                                                         | –                         |
| 4. Februar 2013 – 17. Februar 2013 2 Wochen | 2                                   | Lady Pank                             | Symfonicznie                                                         | –                         |
| 18. Februar 2013 – 3. März 2013 2 Wochen | 2                                   | (Verschiedene Interpreten)            | Marek Sierocki przedstawia: I Love Ballads (2012)                    | –                         |
| 4. März 2013 – 10. März 2013 1 Woche | 1                                   | Strachy na Lachy                      | !TO!                                                                 | –                         |
| 11. März 2013 – 24. März 2013 2 Wochen | 2                                   | O.S.T.R. & Hades                      | Haos                                                                 | –                         |
| 25. März 2013 – 1. April 2013 1 Woche | 1                                   | David Bowie                           | The Next Day                                                         | –                         |
| 2. April 2013 – 14. April 2013 2 Wochen | 2                                   | Depeche Mode                          | Delta Machine                                                        | –                         |
| 15. April 2013 – 28. April 2013 2 Wochen | 2                                   | Il Divo                               | The Greatest Hits                                                    | –                         |
| 29. April 2013 – 26. Mai 2013 4 Wochen | 4                                   | Anna German                           | Bal u Posejdona – Złota kolekcja                                     | –                         |
| 27. Mai 2013 – 2. Juni 2013 1 Woche | 1                                   | Kult                                  | Prosto                                                               | –                         |
| 3. Juni 2013 – 9. Juni 2013 1 Woche | 1                                   | Anna German                           | 40 piosenek                                                          | –                         |
| 10. Juni 2013 – 16. Juni 2013 1 Woche (insgesamt 3) | 3                                   | Dawid Podsiadło                       | Comfort and Happiness                                                | –                         |
| 17. Juni 2013 – 30. Juni 2013 2 Wochen | 2                                   | (Verschiedene Interpreten)            | Marek Sierocki przedstawia: I Love Italia                            | –                         |
| 1. Juli 2013 – 14. Juli 2013 2 Wochen | 2                                   | (Verschiedene Interpreten)            | Marek Sierocki przedstawia: I Love France                            | –                         |
| 15. Juli 2013 – 28. Juli 2013 2 Wochen | 2                                   | (Verschiedene Interpreten)            | RMF Styl. Volume 2                                                   | –                         |
| 29. Juli 2013 – 11. August 2013 2 Wochen (insgesamt 3) | 3                                   | Leonard Cohen                         | Old Ideas                                                            | –                         |
| 12. August 2013 – 25. August 2013 2 Wochen | 2                                   | (Verschiedene Interpreten)            | Marek Sierocki przedstawia: I Love Latino                            | –                         |
| 26. August 2013 – 8. September 2013 2 Wochen | 2                                   | (Verschiedene Interpreten)            | Siesta 8 - Muzyka Świata & Stare Radio - prezentuje Marcin Kydryński | –                         |
| 9. September 2013 – 22. September 2013 2 Wochen (insgesamt 4) | 4                                   | Ania Dąbrowska                        | W spodniach czy w sukience?                                          | –                         |
| 23. September 2013 – 6. Oktober 2013 2 Wochen | 2                                   | Możdżer, Danielsson & Fresco          | The Time                                                             | –                         |
| 7. Oktober 2013 – 13. Oktober 2013 1 Woche | 1                                   | Sting                                 | The Last Ship                                                        | –                         |
| 14. Oktober 2013 – 20. Oktober 2013 1 Woche | 1                                   | Edyta Bartosiewicz                    | Renovatio                                                            | –                         |
| 21. Oktober 2013 – 3. November 2013 2 Wochen | 2                                   | (Verschiedene Interpreten)            | Marek Sierocki przedstawia: I Love 80’s (2013)                       | –                         |
| 4. November 2013 – 17. November 2013 2 Wochen | 2                                   | Perfect                               | Perfect                                                              | –                         |
| 18. November 2013 – 24. November 2013 1 Woche | 1                                   | (Soundtrack)                          | Violetta: Hoy somos más                                              | –                         |
| 25. November 2013 – 1. Dezember 2013 1 Woche | 1                                   | Hunter                                | Imperium                                                             | –                         |
| 2. Dezember 2013 – 8. Dezember 2013 1 Woche | 1                                   | Dawid Kwiatkowski                     | 9893                                                                 | –                         |
| 9. Dezember 2013 – 22. Dezember 2013 2 Wochen | 2                                   | Bednarek                              | Jestem …                                                             | –                         |
| 23. Dezember 2013 – 1. Januar 2014 1 Woche | 1                                   | Sokół & Marysia Starosta              | Czarna biała magia                                                   | –                         |

## Jahrescharts
| ← 2012 ← | Liste der Nummer-eins-Hits in Polen          | Liste der Nummer-eins-Hits in Polen | Liste der Nummer-eins-Hits in Polen | 2014 →   |
| \| Position# \| Alben \| \| --------- \| -------------------------------------------- \| \| 1 \| Comfort and Happiness Dawid Podsiadło \| \| 2 \| Jestem … Bednarek \| \| 3 \| Złota kolekcja - Bal u Posejdona Anna German \| \| 4 \| Delta Machine Depeche Mode \| \| 5 \| Komponując siebie Sylwia Grzeszczak \| \| 6 \| Prosto Kult \| \| 7 \| 40 piosenek Anna German \| \| 8 \| Haos O.S.T.R. & Hades \| \| 9 \| The Last Ship Sting \| \| 10 \| Renovatio Edyta Bartosiewicz \| |                                              |                                     |                                     |          |
| ← 2012 |                                              |                                     |                                     | → 2014 → |
| Position# | Alben                                        |                                     |                                     |          |
| 1 | Comfort and Happiness Dawid Podsiadło        |                                     |                                     |          |
| 2 | Jestem … Bednarek                            |                                     |                                     |          |
| 3 | Złota kolekcja - Bal u Posejdona Anna German |                                     |                                     |          |
| 4 | Delta Machine Depeche Mode                   |                                     |                                     |          |
| 5 | Komponując siebie Sylwia Grzeszczak          |                                     |                                     |          |
| 6 | Prosto Kult                                  |                                     |                                     |          |
| 7 | 40 piosenek Anna German                      |                                     |                                     |          |
| 8 | Haos O.S.T.R. & Hades                        |                                     |                                     |          |
| 9 | The Last Ship Sting                          |                                     |                                     |          |
| 10 | Renovatio Edyta Bartosiewicz                 |                                     |                                     |          |